# Ferrovia Saint-Pierre-d'Albigny - Bourg-Saint-Maurice
La ferrovia Saint-Pierre-d'Albigny - Bourg-Saint-Maurice (in francese Ligne de Saint-Pierre-d'Albigny à Bourg-Saint-Maurice) conosciuta come Ferrovia della Tarantasia (in francese Ligne de la Tarentaise) è una linea ferroviaria posta nel centro-est della Francia. Servendo importanti città, quali Albertville, Moûtiers e Bourg-Saint-Maurice.

## Storia
La ferrovia è stata aperta a tratte dal 1879 al 1913.
La linea fu elettrificata in corrente alternata a 25 kV – 50 Hz nel 1988.
Un progetto del tunnel ferroviario sotto il Colle del Piccolo San Bernardo era stato sviluppato, doveva collegare a Pré-Saint-Didier in Valle d'Aosta in Italia, ma non fu mai realizzato.

## Percorso
| Continuation backward |

| Unknown route-map component "v-SHI2gr" | Unknown route-map component "d" |

| Unknown route-map component "vBHF" | Unknown route-map component "d" |

| 162+381 |
| 0+000   |

| Unknown route-map component "dCONTgq" | Unknown route-map component "dSTRr+1h" | Unknown route-map component "SHI2g+r" |  |

| 164+147 |
| 1+766   |

| Unknown route-map component "eHST" |

| Station on track |

| Station on track |

| Unknown route-map component "eBHF" |

|  | Straight track | Unknown route-map component "CONTl+f" |

|  | Straight track | Station on track |

|  | Unknown route-map component "ABZl+l" | One way rightward |

| 22+385 |
| 24+553 |

| Transverse water | Small arched bridge over water | Transverse water |

|  | Unknown route-map component "eHST" |

| Non-passenger station/depot on track |

| Enter and exit short tunnel |

| Unknown route-map component "eBHF" |

| Enter and exit tunnel |

| Transverse water | Unknown route-map component "hKRZWae" | Unknown route-map component "WASSER+r" |

|  | Enter and exit tunnel | Water |

| Unknown route-map component "WASSER+l" | Unknown route-map component "hKRZWae" | Water straight and to right |

| Station on track |

| Enter and exit tunnel |

| Unknown route-map component "eBHF" |

| Unknown route-map component "eBHF" |

| Enter and exit tunnel |

| Station on track |

| Unknown route-map component "STRc2" | Unknown route-map component "STR3" |  |

| Unknown route-map component "STR+1" | Unknown route-map component "tSTR+le" + Unknown route-map component "STRc4" | Unknown route-map component "tSTR+r" |

| Enter and exit tunnel | Straight track | Unknown route-map component "tSTR" |

| Straight track | Enter and exit tunnel | Unknown route-map component "tSTR" |

| Straight track | Unknown route-map component "tSTRa" | Unknown route-map component "tSTR" |

| Unknown route-map component "tSTRa" | Unknown route-map component "tSTR" | Unknown route-map component "tSTR" |

| Unknown route-map component "tSTRl" | Unknown route-map component "tKRZto" | Unknown route-map component "tSTRr" |

|  | Unknown route-map component "tSTRe" |

| Enter and exit tunnel |

| Non-passenger station/depot on track |

| Enter and exit tunnel |

| Unknown route-map component "WASSERl" | Unknown route-map component "hKRZWae" | Unknown route-map component "WASSER+r" |

|  | Enter and exit tunnel | Water |

| Unknown route-map component "WASSER+l" | Unknown route-map component "hKRZWae" | Water straight and to right |

| Water | Non-passenger station/depot on track |  |

| Unknown route-map component "WABZgl" | Unknown route-map component "hKRZWae" | Transverse water |

| Water | Enter and exit tunnel |  |

| Water | Enter and exit tunnel |  |

| Water | Station on track |  |

| Unknown route-map component "WASSERl" | Unknown route-map component "hKRZWae" | Unknown route-map component "WASSER+r" |

|  | Unknown route-map component "hSTRae" | Water |

|  | Enter and exit tunnel | Water |

|  | Station on track | Water |

| Transverse water | Small bridge over water | Unknown route-map component "WABZgr" |

|  | Unknown route-map component "eBHF" | Water |

|  | Enter and exit tunnel | Water |

| Transverse water | Small bridge over water | Water straight and to right |

|  | Unknown route-map component "KBHFxe" |

|  | Unknown route-map component "exLSTR" |